# Deli Jovan
Deli Jovan (serb. Дели Јован) – góra we wschodniej Serbii, w pobliżu miejscowości Negotin i Bar. Jej najwyższym punktem jest Crni Vrh o wysokości 1136 m n.p.m.. Na dwóch najwyższych szczytach góry (Crni Vrh i Veliki Goli Krš o wysokości 1037 m n.p.m.) znajdują się wieże telewizyjne.

## Linki zewnętrzne

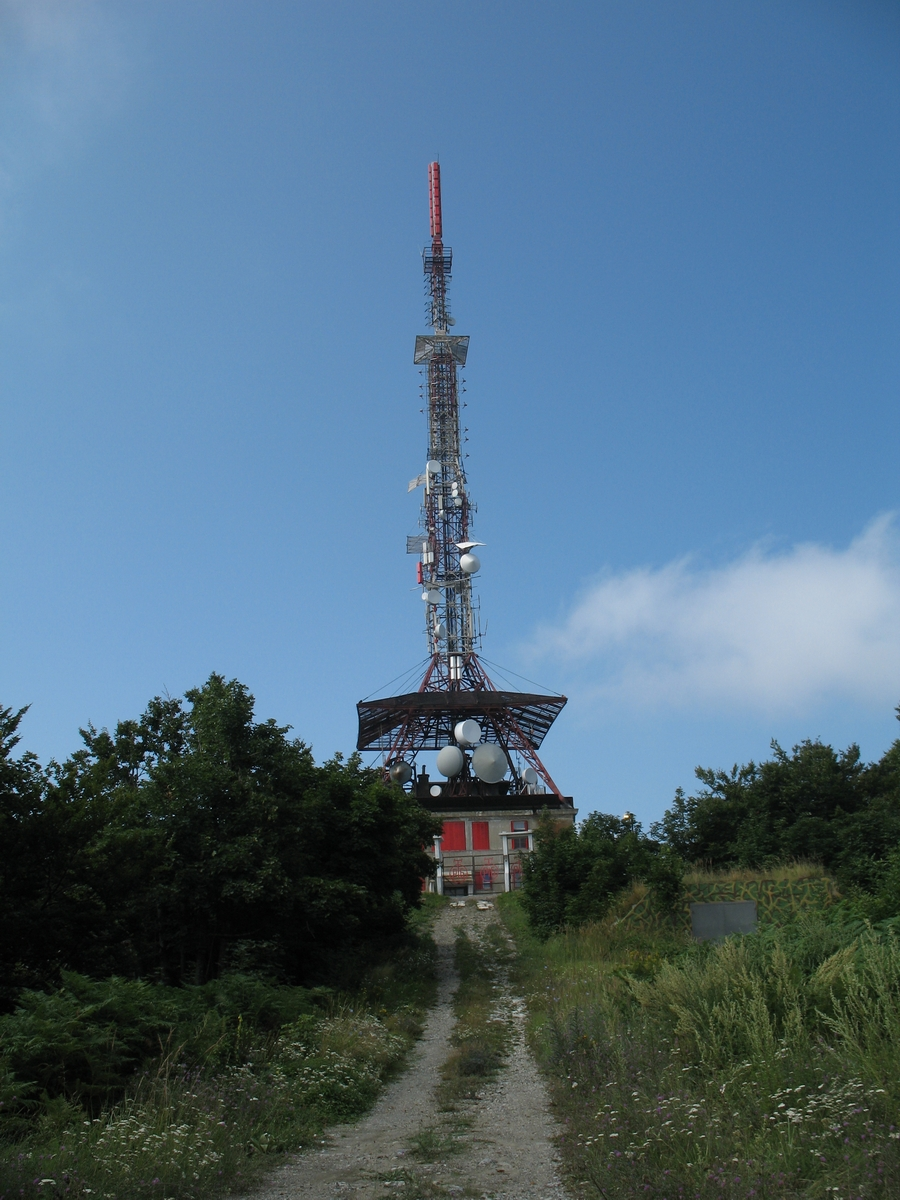
Wieża telewizyjna na Crnim Vrhu